# Цілинна ділянка вздовж залізниці (між ст. «Пришиб» і «Плодородіє»)
Цілинна ділянка вздовж залізниці — ботанічний заказник місцевого значення. Об'єкт розташований на території Михайлівського району Запорізької області, між залізничими станціями «Пришиб» і «Плодородна».
Площа — 10 га, статус отриманий у 1980 році.
Статус надано з метою збереження місць зростання лікарських рослин. Охороняється цілинна ділянка вздовж залізниці, де зростає пижмо та деревій.